# Герб Мари-Турекского района
Герб муниципального образования «Мари-Турекский муниципальный район» является официальным символом Мари-Турекского района,  символом местного самоуправления и муниципального статуса.
Ныне действующий герб утверждён 28 мая 2003 года.

## Описание герба
В серебряном поле пересечённая ветвеелеобразная зелёная глава, обрамлённая семью золотыми пчелами и чёрный тетерев в центре со сложенными крыльями, венком из золотых колосьев на шее, червлеными надбровьями, золотыми лапами и клювом.

## Символика
Основные цвета (тинктуры) герба:
Серебряный (белый) – символ простоты, ясности, совершенства чистоты и благородства. В христианстве – символ жизни и святости. В представлениях мари – означает пространство, а также священный, наиболее почитаемый цвет.
Изумрудный (зеленый) – символ весны, радости, плодородия и изобилия.
Золотой (жёлтый) – символ высших ценностей, величия, богатства.
Чёрный – символ скромности и мудрости, стабильности и спокойствия.
Символика герба:
Зелёная ветвеелеобразная глава герба подчеркивает принадлежность Мари-Турекского района» к славящейся лесами Республике Марий Эл, а также напоминает традиции национального орнамента. Золотые пчелы во главе герба указывают на принципы трудолюбия и организованность жителей Мари-Турекского района. Число семь наиболее почитаемое у народа мари.
Центральная фигура – тетерев символизирует традиционное народное представление о Мари-Турекской стороне, как о «тетеревином крае», тем самым устанавливается связь прошлого и настоящего истории района, важную для самосознания населения района. Венок из золотых колосьев, украшающий шею тетерева, олицетворяет богатство земли и сельскохозяйственных угодий района.